# Frans Seda
Franciscus Xaverius Seda (Maumere, 4 de octubre de 1926 – Yakarta, 31 de diciembre de 2009), popularmente conocido como Frans Seda, fue un político y economista indonesio, que ocupó las carteras de ministro de Finanzas en los primeros años de la presidencia de Suharto. Fue una de las figuras más representativas de la provincia de la Sonda orientales.
Ocupó los cargos de ministro de agricultura en 1966, ministro de finanzas de 1966 a 1968 y ministro de transporte de 1968 a 1973. Seda fue líder del Partido Católico de Indonesia.